# Eubacterium fissicatena
Eubacterium fissicatena è una specie di batterio appartenente alla famiglia delle Eubacteriaceae.